# 제2차 니케아 공의회

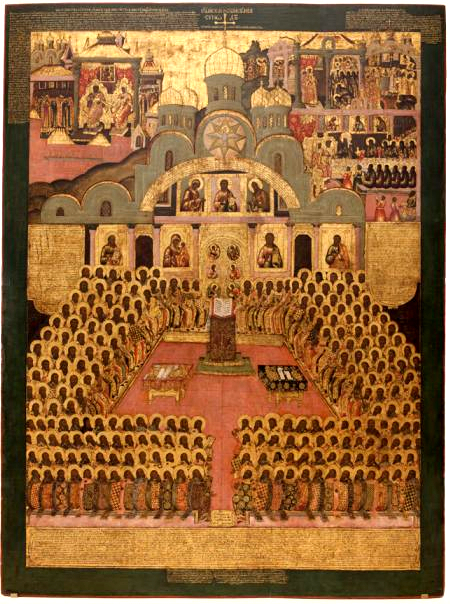
제7차 에큐메니컬 공의회의 이콘, (17세기, 모스크바).

제2차 니케아 공의회는 787년 소아시아의 도시인 니케아(현재의 튀르키예의 이즈니크)에서 두 번째로 열린 기독교의 공의회를 말한다. 이 공의회에서는 동로마 황제 레오 3세와 그의 아들 콘스탄티누스 5세에 의해 이루어진 성화상에 대한 성상 박해를 끝내고 성상 공경의 전통이 다시 복원됨을 결의하였다. 교회의 대분열 이전 통산 7번째 공의회이다.
787년에 콘스탄티누스 5세의 아들 레온 4세의 황후이자 비잔티움의 여제 이레네가 주도하여 이루어진 이 공의회에서 교회는 "성화에 바치는 공경은 성화에 그려진 성인들에 대한 것이지, 성화를 숭배하는게 아니므로, 성화 공경은 절대 우상숭배가 아니다."라고 결론을 내렸다.

## 같이 보기
- 에드워드 기번